# ابتكار عكسي
الابتكار العكسي أو الابتكار الهائل هو ابتكار تم رؤيته أو استخدامه أولاً في العالم الثالث، قبل أن ينتشر إلى العالم الصناعي. حظي المصطلح بشعبية من قبل أساتذة جامعة دارتموث فيجاي جوفينداراجان وكريس تريمبل وجيفري آر إيميلت من شركة GE. بعد ذلك، نشر فيجاي جوفينداراجان وكريس تريمبل كتاب " عكس الابتكار".
الابتكار العكسي هو العملية التي يتم من خلالها إعادة تغليف البضائع التي تم تطويرها كنماذج غير مكلفة لتلبية احتياجات دول العالم الثالث، مثل الأدوات الطبية التي تعمل بالبطاريات في البلدان ذات البنية التحتية المحدودة، كسلع مبتكرة منخفضة التكلفة للمشترين الغربيين.

## تعريف
تبدأ عملية الابتكار العكسي من خلال التركيز على احتياجات ومتطلبات المنتجات منخفضة التكلفة في دول مثل الهند. بمجرد تطوير المنتجات لهذه الأسواق، يتم بيعها في مكان آخر - حتى في الغرب - بأسعار منخفضة تخلق أسواقًا جديدة وتستخدم لهذه الابتكارات.
عادةً ما تبدأ الشركات جهودها في مجال العولمة من خلال إزالة الميزات باهظة الثمن من منتجاتها الثابتة، ومحاولة بيع هذه المنتجات غير المميزة في العالم النامي. هذا النهج، للأسف، ليس تنافسيًا للغاية، ولا يستهدف سوى شرائح المجتمع الأكثر ثراءً في هذه بلدان العالم الثالث الابتكار العكسي، من ناحية أخرى، يؤدي إلى المنتجات التي يتم إنشاؤها محليا في بلدان العالم الثالث، واختبارها في الأسواق المحلية، وإذا نجحت، ثم ترقيتها للبيع والتسليم في العالم المتقدم.
تم تعريف مصطلح «الابتكار العكسي» في الأصل بشكل مختلف على أنه «رد فعل الابتكار» من قبل جون هاجيل الثالث وجون سيلي براون في مقالتهما لماكينزي الفصلية لعام 2005 بعنوان «رد فعل الابتكار: ممارسات الإدارة التخريبية من آسيا». في جوهرها، تحذر رسالتهم من أن «محيط بيئة الأعمال العالمية اليوم هو حيث إمكانات الابتكار هي الأعلى... تحدد الحواف وتصف حدود الشركات والأسواق والصناعات والمناطق الجغرافية والتخصصات الفكرية والأجيال. إنها الأماكن التي يجد فيها العملاء غير الملبّين حلولاً غير متوقعة، حيث يتم ولادة الابتكارات التخريبية والمحيطات الزرقاء، وحيث تحول قدرات الحافة الكفاءات الأساسية للشركة.»
يوضح براهلاد أن هناك خمس طرق تقود بها بلدان العالم الثالث المتعطشة للموارد الدول الغنية: 1) القدرة على تحمل التكاليف، 2) تكنولوجيات القفز السريع، 3) النظم الإيكولوجية للخدمة، 4) الأنظمة القوية، و 5) التطبيقات الإضافية. هذه الأوجه الحرمان بالذات هي محفزات للابتكار العكسي.

## الإبتكار العكسي في النظم الصحية العالمية
تم تحديد الابتكار العكسي باعتباره اتجاهًا ناشئًا رئيسيًا في النظم الصحية العالمية. تشمل المجالات الصحية الرئيسية حيث يمكن للبلدان المنخفضة الدخل تقديم حلول لأوضاع البلدان المتوسطة والعالية الدخل، تقديم خدمات الصحة الريفية؛ استبدال المهارات؛ لامركزية الإدارة؛ إبداع في حل المشاكل؛ التعليم في مكافحة الأمراض المعدية؛ الابتكار في استخدام الهاتف المحمول؛ التدريب على محاكاة التكنولوجيا المنخفضة. تصنيع المنتجات المحلية؛ تمويل صحي وريادة الأعمال الاجتماعية. قد يُنظر أيضًا إلى الفوائد على نطاق المنظومة على أنها تتراكم في كل جزء من إطار النظم الصحة لمنظمة الصحة العالمية، وتحديداً اللبنات الأساسية الستة للنظم الصحية: (1) تقديم الخدمات؛ (2) القوى العاملة الصحية؛ (3) المعلومات الصحية؛ (4) المنتجات الطبية واللقاحات والتقنيات؛ (5) التمويل الصحي؛ و (6) القيادة الصحية والحكم. ومع ذلك، فإن قابلية تطبيق ابتكارات بلدان العالم الثالث في بيئات البلدان المتقدمة لا تزال غير موثقة نسبيًا ويحتاج الأمر إلى مزيد من العمل لتعزيز فهم نشر الابتكار الصحي بين البلدان.

## أمثلة أخرى
يمكن العثور على أمثلة للابتكار العكسي في مختلف الصناعات المناطق الجغرافية:
- تختبر نوكيا نماذج أعمال جديدة للإعلانات المبوبة في كينيا؛ كما أنشأت ميزات جديدة في هواتفها المحمولة التي تباع في الولايات المتحدة، بناءً على ملاحظات حول كيفية مشاركة الهواتف في غانا.
- تقوم Microsoft بإنشاء خدمات جديدة لتطبيقات الهاتف للهواتف «الصامتة» التي تتيح للمستخدمين الذين لديهم أجهزة حالية غير ذكية الوصول إلى مواقع الويب مثل Twitter و Facebook. صُممت هذه التطبيقات للأسواق في الهند وجنوب إفريقيا، وهناك إمكانات مدهشة لهذه التطبيقات كمنصة للحوسبة السحابية منخفضة التكلفة.
- تبيع GE الآن آلة كهربائية لتخطيط القلبل محمولة للغاية في الولايات المتحدة بتخفيض بنسبة 80% للمنتجات المماثلة. تم بناء الجهاز أصلاً بواسطة GE Healthcare للأطباء في الهند والصين.
- في عام 2009، خططت شركة Tata Motors لبيع نسخة مطورة من Tata Nano في الأسواق الغربية؛ كان يسمى المشروع تاتا يوروبا (لكنه في الواقع لم يصل إلى الأسواق المرغوبة).
- وجدت شركة Procter & Gamble أن علاج البرد المرتكز على العسل والذي تم إنشاؤه للمكسيك كان له أيضًا سوق مربحة في أوروبا والولايات المتحدة.
- علمت نستله أنها تستطيع بيع الشعيرية المجففة منخفضة التكلفة قليلة الدسم التي تم إنشاؤها أصلاً لريف الهند وتضع نفس المنتج كبديل صحي في أستراليا ونيوزيلندا.
الابتكارات العكسية قد تكون أو لا تكون ابتكارات هادمة.